# Nguyễn Thị Trù
Nguyễn Thị Trù (4 tháng 5 năm 1893 – 12 tháng 7 năm 2016) người xã Đa Phước, huyện Bình Chánh, Thành phố Hồ Chí Minh là một cụ bà người  Việt Nam, người từng giữ kỷ lục người cao tuổi nhất Việt Nam và cụ bà cao tuổi nhất thế giới (của Hiệp hội Kỷ lục thế giới). Cụ đã được xác lập kỷ lục Việt Nam từ năm 2011.

## Tiểu sử
Theo thông tin do gia đình kể lại và giấy tờ do chính quyền Việt Nam cấp, thì cụ Trù sinh ngày 4 tháng 5 năm 1893 trong một gia đình làm nghề nông ở xã Đa Phước, huyện Bình Chánh, Thành phố Hồ Chí Minh (khi đó còn là đất Sài Gòn – Gia Định). Khi còn trẻ cụ Trù là một cô gái thôn quê khỏe khoắn, lao động không kém gì nam giới.
Cụ Trù về sống cùng gia đình người con trai út cho đến tận khi qua đời vào 12 tháng 7 năm 2016, thọ 123 tuổi, 69 ngày.

## Kỷ lục thế giới
Ngày 23 tháng 4 năm 2015, Hiệp hội Kỷ lục Thế giới (World Records Association – WRA) chính thức công bố: cụ bà Nguyễn Thị Trù, hiện sống tại ấp 5, xã Đa Phước, huyện Bình Chánh, TP.HCM, là "Cụ bà cao tuổi nhất thế giới".
Với số tuổi này, cụ bà đang rất gần với giải thưởng 1 triệu USD mà một triệu phú người Moldova, ông Dimitry Kaminskiy đưa ra cho người đầu tiên trên thế giới bước qua tuổi thứ 123.
Cụ đã chia sẻ về bí quyết sống thọ, cụ Trù cho biết chỉ cần ăn đúng bữa, biết thương yêu giúp đỡ mọi người, sống thoải mái để tâm hồn được thanh thản.

## Gia đình
Cụ sinh được 11 người con (gồm 3 người con trai và 8 người con gái), và tính đến thời điểm cụ được công nhận là "Cụ bà cao tuổi nhất thế giới" (tháng 05/2015) thì chỉ còn duy nhất 1 người còn sống, đó là con gái thứ 8 của cụ, bà Nguyễn Thị Đê (năm nay 91 tuổi). Cụ ở cùng gia đình người con trai út 72 tuổi (người con này vừa mất cách đây chưa lâu).